# Kachkadaria
Kachkadaria (en Ouzbèque : Qashqadaryo, en russe Кашкадарья) est une rivière située en Ouzbékistan.

## Géographie
Elle possède une longueur de 378 kilomètres pour un bassin versant de 6 800 km2  Elle passe par la ville de Karchi dans la province de Kachkadaria